# 普拉夫斯克

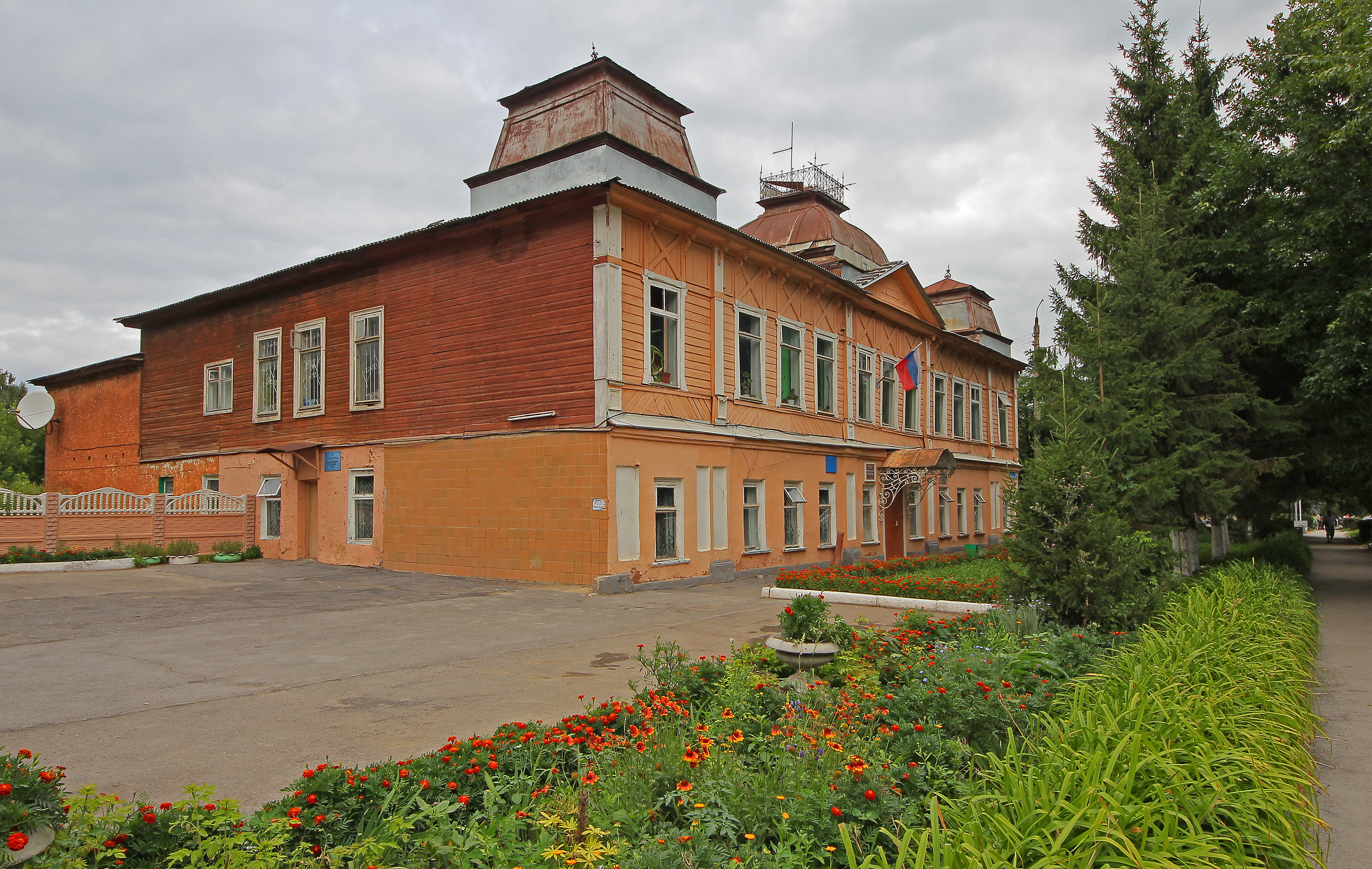

普拉夫斯克（俄语：Плавск）是俄羅斯圖拉州中部的一個城市，距首府圖拉以南58公里，普拉瓦河河畔。2002年時人口為16,750人。
1949年設市。
53°42′N 37°18′E / 53.700°N 37.300°E